# David Peat
Pour les articles homonymes, voir Peat.
F. David Peat, né le 18 avril 1938 à Waterloo en Angleterre et mort le 6 juin 2017 dans le village de Pari en Italie, est un physicien d'orientation holiste.
Ses recherches ont porté sur la physique de la matière condensée et les fondements de la physique quantique. Il a obtenu son doctorat de physique à l'Université de Liverpool. Il fut longtemps un associé du philosophe et physicien David Bohm. Lorsqu'il vécut au Canada, il organisa des cercles de discussion regroupant des scientifiques occidentaux et des sages amérindiens. En Angleterre, il organisa une conférence regroupant cette fois des artistes et des scientifiques. Il a écrit ou coécrit un grand nombre de livres, dont "Synchronicity: The Bridge between Matter and Mind", "Seven Life lessons of Chaos", "Turbulent Mirror" et "Gentle Action". Son plus récent ouvrage est "A Flickering Reality: Cinema and the Nature of Reality".
Il a écrit sur la science, l'art et la spiritualité. Il est également directeur du Pari Center for New Learning, situé dans le village de Pari, près de Sienne, en Toscane. Il est professeur adjoint au California Institute of Integral Studies, Fellow de la World Academy of Art and Science et Distinguished Fellow de l'Université d'Afrique du Sud.

## Œuvres

### En Anglais
- Looking Glass Universe: The Emerging Science of Wholeness, 1986, avec John Briggs, Simon and Schuster,  (ISBN 0-671-63215-9)
- Science, Order and Creativity, 1987 avec David Bohm, Routledge, 2d ed. 2000:  (ISBN 0-415-17182-2)
- Synchronicity: The Bridge Between Matter and Mind, 1987, Bantam,  (ISBN 0-553-34676-8)
- Cold Fusion: The Making of a Scientific Controversy, 1989, Contemporary Books,  (ISBN 0-8092-4243-5)
- Superstrings and the Search for the Theory of Everything, 1989, McGraw-Hill,  (ISBN 0-8092-4257-5)
- Turbulent Mirror: An Illustrated Guide to Chaos Theory and the Science of Wholeness, 1989, avec John Briggs, Harper & Row, 1990 Harper Perennial paperback  (ISBN 0-06-091696-6)
- Einstein's Moon: Bell's Theorem and the Curious Quest for Quantum Reality, 1990, Contemporary Books,  (ISBN 0-8092-4512-4)
- The Philosopher's Stone: Chaos, Synchronicity, and the Hidden Order of the World, 1991,  (ISBN 0-553-35329-2)
- Lighting the Seventh Fire: The Spiritual Ways, Healing, and Science of the Native American, 1994, Carol Publishing,  (ISBN 1-55972-249-5)
- Glimpsing Reality: Ideas in Physics and the Link to Biology, 1996, avec Paul Buckley, University of Toronto Press,  (ISBN 0-8020-6994-0)
- Infinite Potential: The Life and Times of David Bohm, 1996, Perseus Books,  (ISBN 0-201-40635-7)
- In Search of Nikola Tesla, 1997, Ashgrove Publishing, 2002 edition:  (ISBN 1-85398-117-6)
- Seven Life Lessons of Chaos: Spiritual Wisdom from the Science of Change, 1999, avec John Briggs, HarperCollins, 2000 Harper Perennial paperback:  (ISBN 0-06-093073-X)
- The Blackwinged Night: Creativity in Nature and Mind, 2001, Basic Books,  (ISBN 0-7382-0491-9)
- From Certainty to Uncertainty: The Story of Science and Ideas in the Twentieth Century, 2002, Joseph Henry Press,  (ISBN 0-309-07641-2)
- Blackfoot Physics: A Journey into the Native American Worldview, 2002, Phanes Press,  (ISBN 1-890482-83-8)
- Pathways of Chance, 2005, Pari Publishing,  (ISBN 0-9768264-0-2)
- I sentieri del caso, 2004, Di Renzo Editore,  (ISBN 88-8323-079-5)
- Gentle Action: Bringing creative change to a turbulent world 2008 Pari Publishing  (ISBN 978-88-95604-03-9)
- A Flickering Reality: Cinema and the Nature of Reality 2011 Pari Publishing  (ISBN 978-88-95604-09-1)

### En Français
- Synchronicité. Le pont entre l'esprit et la matière, 1987, Paris, Le Mail, Coll. : "Science et Conscience"  (ISBN 2-903951-13-6)
- La Pierre philosophale - Chaos et ordre caché de l'Univers, 1995, Paris, Le Rocher, Coll. : "L'esprit et la matière"  (ISBN 978-2268020303)
- La conscience et l'univers, avec David Bohm, 2003, Paris, Le Rocher  (ISBN 978-2268047270)